# Vertragsarbeiter

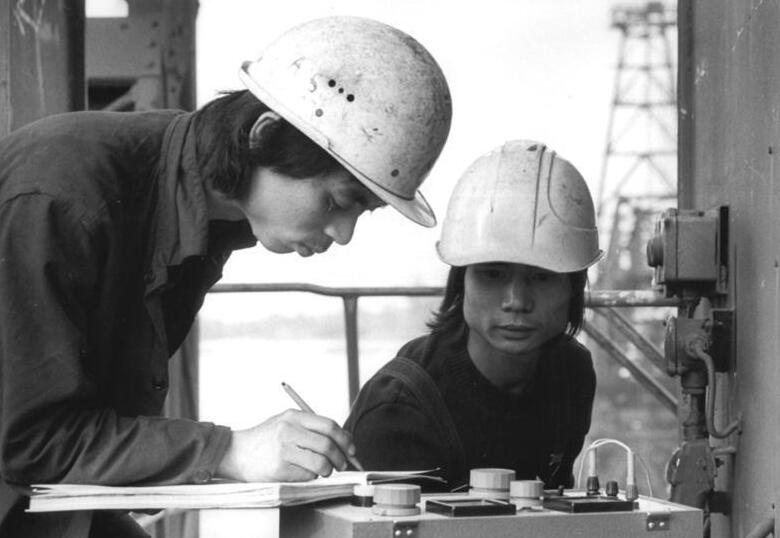
In der DDR ausgebildete vietnamesische Elektriker im Tagebau Jänschwalde, 1982

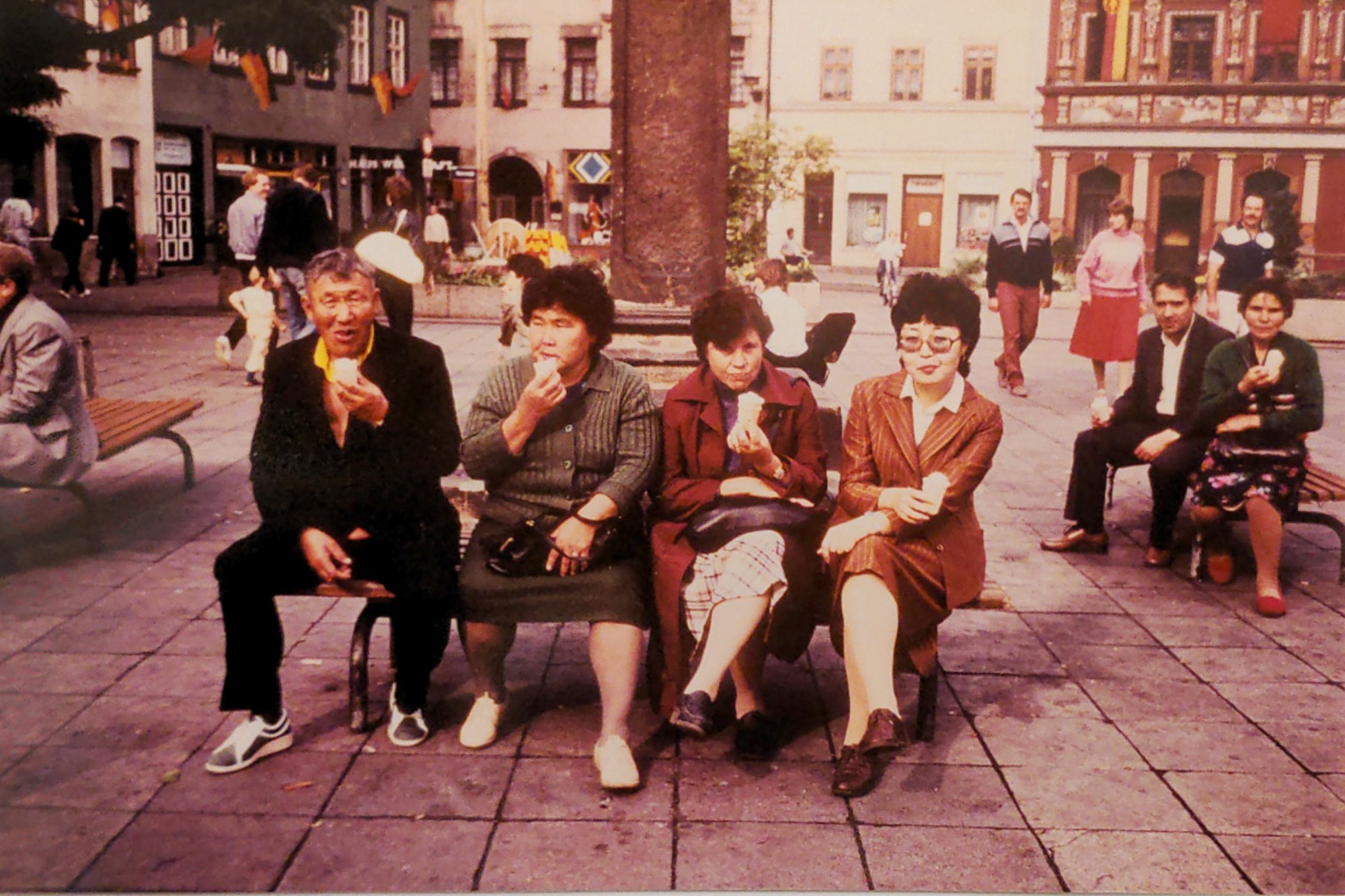
Vertragsarbeiter in Erfurt, 1985

Als  Vertragsarbeiter wurden ausländische Arbeitskräfte und Auszubildende bezeichnet, welche in der DDR ab den 1960ern zeitlich befristet und ohne Integrationsabsicht als Arbeitnehmer vertraglich angeworben wurden. Keine Vertragsarbeiter waren in Betrieben der DDR beschäftigte ausländische Erntehelfer, zeitweilige Saisonkräfte, Studierende mit Werks- oder Forschungsauftrag und Auszubildende sowie Angehörige von ausländischen Unternehmen oder der Gruppe der Sowjetischen Streitkräfte in Deutschland.
Vertragsarbeiter wurden für die Verstärkung für unterbesetzte Arbeitsbereiche, den Aufbau bestimmter Technologie und Branchenspezialisierung hergeholt wie z. B. in der Leichtindustrie oder auch in der Konsumgüterindustrie. Die jeweiligen Bedingungen, Aufenthaltsdauer, Rechte und Anzahl der Vertragsarbeiter wurden vertraglich mit der jeweiligen Regierung individuell ausgehandelt (durch einen Staatsvertrag). Die Dauer der Aufenthaltsgenehmigung variierte zwischen ein und sechs Jahren je nach Herkunft und Einsatzprofil. Ein ständiger Aufenthalt war vertraglich und gesetzlich nicht vorgesehen; der Nachzug von Familienangehörigen ausgeschlossen. Nach Ablauf der vertraglichen Frist mussten die Vertragsarbeiter die DDR in der Regel verlassen und in ihr Heimatland zurückkehren. Im Einzelfall wurde neu mit den Ländern verhandelt. Während ihres Aufenthalts in der DDR wohnten die Vertragsarbeiter üblicherweise getrennt von der einheimischen Bevölkerung in Internaten oder Wohnheimen, die meist von DDR-Betrieben eingerichtet wurden und oft auf Betriebsgelände lagen, teils aber auch in normalen Wohngebieten.

## Geschichte

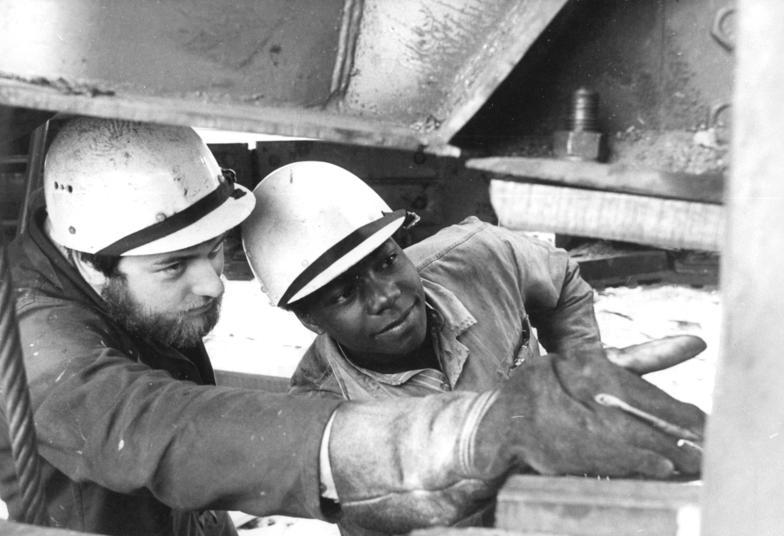
Ein Vertragsarbeiter aus Mosambik 1984 im Braunkohlewerk Welzow

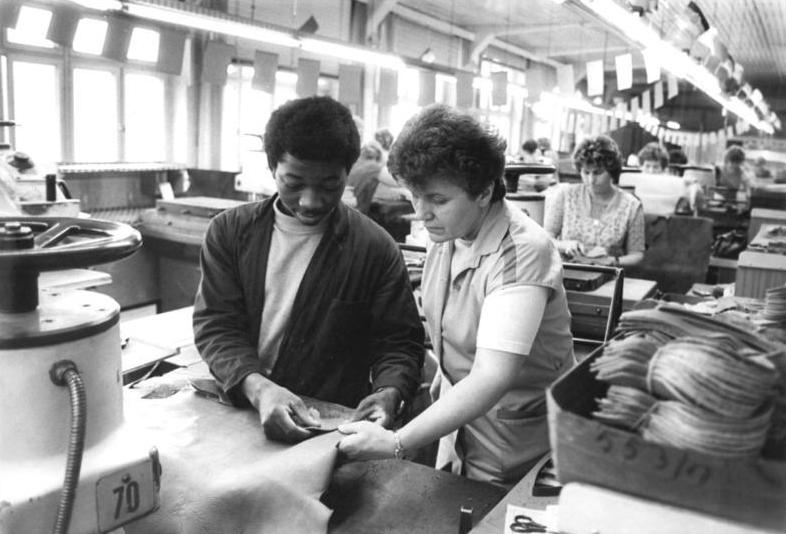
Schuhmacherlehrling aus Namibia im Schuhkombinat Weißenfels 1985

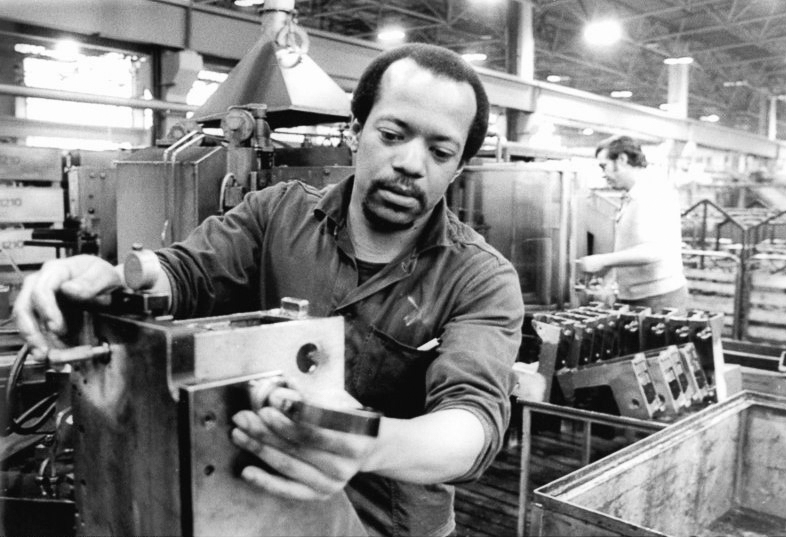
Kubaner in der Haushaltsnähmaschinenproduktion in Wittenberge, 1985

Nach Gründung der DDR 1949 waren bis zum Bau der Berliner Mauer im Jahre 1961 rund vier Millionen ihrer Bürger in die Bundesrepublik geflüchtet bzw. übergesiedelt. Die Abwanderung bewirkte in der DDR einen akuten Arbeitskräftemangel.
Ab 1965 warb die DDR Vertragsarbeiter aus den Bruderstaaten an. Derartige Abkommen gab es mit anderen sozialistischen Staaten des Rates für gegenseitige Wirtschaftshilfe (RGW) wie etwa:
- Volksrepublik Polen (1965)
- Ungarische Volksrepublik (1967)
- Mosambik (1979)[2] (siehe auch Madgermanes)[3]
- SR Vietnam (1980)

Im Rahmen der „sozialistischen Bruderhilfe“ kamen ebenfalls Arbeiter aus:
- Angola
- China
- Kuba
- Nicaragua
- Demokratische Volksrepublik Jemen
- Demokratische Volksrepublik Korea

Aus der Volksrepublik Laos und der Volksrepublik Kampuchea gab es jedoch keine Vertragsarbeiter.
Die Auszubildenden sollten einen Facharbeiterabschluss erlangen und die an Arbeitskräftemangel leidende DDR-Wirtschaft unterstützen, bis sie nach Ende ihrer Delegierung wieder in ihren Entsendeländern höher qualifiziert arbeiten konnten. Etwa Mitte der 1970er Jahre führte die Botschaft der DDR in Algier Verhandlungen mit der Regierung von Algerien zur zeitweiligen Überlassung von Arbeitskräften und möglichen Qualifizierungsanpassungen wegen des unterschiedlichen Bildungsniveaus zwischen beiden Staaten. Auch mit Tunesien waren ähnliche Wege geplant. Zu einem ersten Austausch im Bereich von Absolventen von Universitäten kam es zwischen 1978/1979.
Motivation waren zunächst die Aus- und Weiterbildung von Arbeitskräften und später auch die Deckung des Mangels an billigen Arbeitskräften für schlecht bezahlte und/oder gefährliche Arbeitsplätze. Die Aufenthaltsdauer war limitiert auf zunächst zwei und später fünf Jahre. Das strenge Rotationssystem erlaubte keinen Familiennachzug.
Im Falle einer Schwangerschaft drohte umgehende Ausweisung. Die Vertragsarbeiter lebten in Wohnheimen, Internaten, Betriebswohnungen, hergerichteten Massenunterkünften oder Wohnblocks in normalen Wohngebieten.
Siedlungszentren waren die industriellen Ballungsgebiete Chemnitz, Dresden, Städte wie Schwerin, Güstrow, Rostock und Erfurt. Zwar galten die Anwerbevereinbarungen als Zeichen der „internationalen Völkerfreundschaft“, doch war Integration aufgrund des vorübergehenden Charakters der Arbeit nicht vorgesehen. Den Arbeitern wurden Schritt für Schritt immer unqualifiziertere Arbeiten zugewiesen. Die Vertragsarbeiter kamen bevorzugt bei schwerer oder monotoner Arbeit zum Einsatz, die von DDR-Bürgern abgelehnt wurde. Erfüllten sie die Arbeitsnormen nicht oder verstießen sie gegen die „sozialistische Arbeitsdisziplin“, dann drohte die Rückkehr ins Heimatland.
Polen entsandte jährlich 10.000 bis 30.000 qualifizierte Arbeitskräfte für Bau- und Montagearbeiten in den Nachbarstaat. Eingesetzt waren sie vor allem zur Sanierung von Altbausubstanz und historischen Stadtkernen. Die polnischen Fachkräfte hatten ebenfalls eine befristete Aufenthaltsdauer, manchmal auch nur wochenweise, doch bekamen sie finanzielle Vergünstigungen und einige Stadtverwaltungen stellten zeitweilig frisch sanierten Wohnraum bis zur Fertigstellung des Gesamtvorhabens zur Verfügung. Sie lebten ebenfalls in Internaten, Wohnheimen oder Baubaracken. Ebenso arbeiteten zeitweise ungarische, bulgarische und tschechoslowakische Staatsbürger bei der Errichtung von Chemieanlagen in der DDR, einige verheirateten sich hier und blieben dauerhaft.

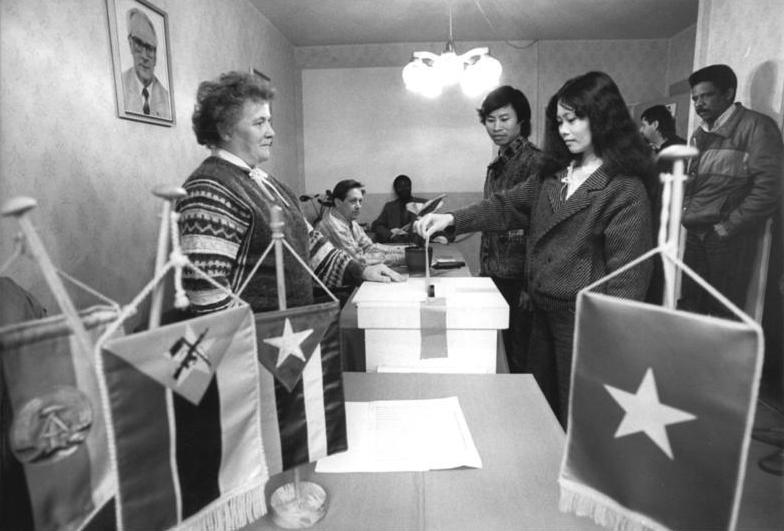
Bei der Kommunalwahl in Chemnitz, Mai 1989

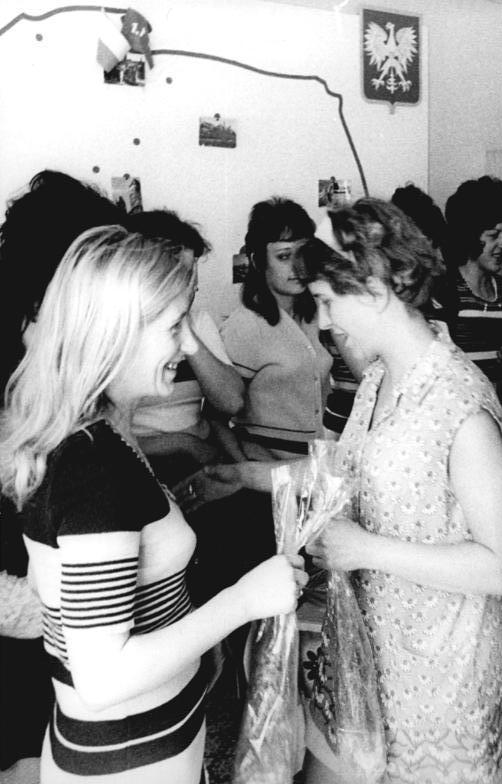
Arbeiterinnen aus der DDR beglückwünschten 1974 ihre polnischen Kolleginnen im VEB Baumwollspinnerei Karl-Marx-Stadt zum 30. Jahrestag der VR Polen

Am 28. Juni 1979 trat das Gesetz über die Gewährung des Aufenthaltes für Ausländer in der Deutschen Demokratischen Republik in Kraft. Das Regelwerk war sehr flexibel gehalten und erlaubte relativ viel Vereinbarungsspielraum mit den jeweiligen Vertragsstaaten. Laut § 4 waren Ausländer den Einheimischen gleichberechtigt, ausgenommen der unmittelbaren, mit der Staatsbürgerschaft verbundenen Rechte. § 6 erlaubte jedoch, dass die erteilte Aufenthaltsgenehmigung zeitlich und örtlich beschränkt, versagt, entzogen oder für ungültig erklärt werden konnte. Die Entscheidung bedurfte keiner Begründung. Die Behörden regelten bei Schwierigkeiten oder auftretenden Missstimmungen bestimmten zeitliche oder regionale Zugangsbedingungen. Zumeist lag das aber in den Befugnissen der Betriebe, die ein Beschäftigungsverhältnis mit den jeweiligen Arbeitskräften unterhielten.
Nach Vereinbarung des Zweiten Regierungsabkommens zwischen der DDR und Vietnam im Jahr 1980 hielten sich in größerem Umfang vietnamesische Vertragsarbeiter in der DDR auf. Den größten Anteil von ihnen bildeten Frauen, die in der Textilindustrie arbeiteten.
1981 arbeiteten 24.000 Vertragsarbeiter in der DDR.
Zwischen 1974 und 1984 erfolgten in DDR-Betrieben mindestens 15 Streiks algerischer Arbeiter, an denen mehr als 800 Personen beteiligt waren. Der größte Streik fand im Gaskombinat ‚Schwarze Pumpe’ statt. Dort erkämpften die Streikenden neben Lohnerhöhungen auch bessere Ausbildungsmöglichkeiten sowie das Recht, die betriebseigenen, auch von DDR-Arbeitern bewohnten Wohnbaracken zu verlassen und in normale Wohnblocks ins Umland umzuziehen. Als unmittelbarer Reaktion auf die Streiks wurde die Einreise algerischer Vertragsarbeiter zeitweise gestoppt. Nach weiter anhaltenden Auseinandersetzungen kündigte Algerien das Abkommen mit der DDR für 1984 auf und beorderte die eigenen Vertragsarbeiter zurück. Vietnamesische Vertragsarbeiter errangen durch betriebliche Auseinandersetzungen bis hin zu Streiks graduelle Verbesserungen. Eine Rolle spielte dabei, dass Formen der organisierten Interessenvertretung zwar außerhalb der offiziellen Strukturen untersagt waren, dass aber beide Seiten kein Interesse an einer öffentlichen Skandalisierung der Streiks haben konnten.

### Nach 1989
Abgesehen von den Angehörigen der sowjetischen Streitkräfte (GSSD) lebten Ende 1989 etwa 190.000 Ausländer in der DDR, dies entsprach über einem Prozent der Gesamtbevölkerung. Davon waren etwa 94.000 Vertragsarbeiter. Zwei Drittel waren vietnamesischer Herkunft. Die Regierung de Maizière versuchte eine schnelle Rückführung in die Heimatländer zu erreichen, dies gelang jedoch kaum. Nach der deutschen Vereinigung 1990 bemühte sich die Bundesregierung darum, die noch laufenden zwischenstaatlichen Verträge zu den Vertragsarbeitern aufzulösen und diese in ihre ursprüngliche Heimat zurückzuschicken. Nur wenigen gelang es dabei, sich einen Aufenthaltsstatus in Deutschland zu sichern.

## Statistik
Die Einwanderung der Vertragsarbeiter begann in den 1960er Jahren und nahm besonders seit Mitte der 1980er bis Ende der 1980er Jahre erheblich zu. 1990 wurden die Verträge über weitere einreisende Vertragsarbeiter aufgelöst. Die noch auslaufenden Verträge wurden meist beibehalten, sofern der Betrieb die Wendezeit wirtschaftlich überstand. Die meisten Vertragsarbeiterinnen und Vertragsarbeiter kehrten allmählich wieder in ihre Herkunftsländer zurück, da ihnen das Aufenthaltsrecht keinen Status zugestand. Einige bekamen befristete Aufenthaltsbefugnisse oder inzwischen auch eine unbefristete Aufenthaltserlaubnis in der Bundesrepublik Deutschland.
| Anzahl     | Herkunftsland |
| ---------- | ------------- |
| rd. 59.000 | Vietnam       |
| rd. 15.100 | Mosambik      |
| rd. 8.300  | Kuba          |
| rd. 1.300  | Angola        |
| rd. 900    | China         |

Gesamtanzahl: etwa 93.500 von insgesamt 191.200 Ausländern in DDR.
| Jahr   | 1966  | 1967   | 1969   | 1970   | 1971   | 1974   | 1977   | 1978   | 1979   | 1980   | 1981   | 1984   | 1986   | 1987   | 1988   | 1989   |
| Anzahl | 3.500 | 14.000 | 14.134 | 12.200 | 14.800 | 18.680 | 16.500 | 18.692 | 20.597 | 26.006 | 24.000 | 29.000 | 61.000 | 52.015 | 87.793 | 93.568 |

## Umgang und Miteinander
Aus Stasiberichten geht hervor, dass Neid und Missgunst in Teilen der Bürgerschaft manifest wurden, wenn von Vertragsarbeitern Gebrauchsgegenstände gekauft wurden, die in der DDR Mangelware waren oder Statussymbole darstellten, wie z. B. Mopeds. Wenn besonders fleißige unter vietnamesischen Vertragsarbeitern den sozialen Status ihrer DDR-deutschen Kollegen auf den Prüfstand stellten, waren Bezeichnungen wie Vietcongs und Fidschis nicht selten zu hören. Zusammentreffen von jüngeren Vertragsarbeitern anderer Hautfarbe mit Deutschen in Kneipen oder Tanzlokalen waren mancherorts Anlässe zu Spannungen.
Wie Stefan Wolle feststellt, waren Ausländer, die aus außereuropäischen Kulturkreisen stammten, in der DDR gerne als propagandistische Vorzeigeobjekte gefragt. Sie wurden als Arbeitskräfte geduldet, als Menschen waren sie in weiten Gesellschaftskreisen unwillkommen.

## Ausstellungen zur Geschichte der Vertragsarbeiter in der DDR
In Berlin widmete sich zum ersten Mal im November 2008 eine umfangreiche Ausstellung den Vertragsarbeitern. Ziel der Ausstellung war es, den Deutschen, aber auch den Nachfahren der Vertragsarbeiter zu zeigen, wie und warum diese damals in die DDR kamen. Die Ausstellung trug den Titel „Bruderland ist abgebrannt“.

„Die Wirtschaft der DDR war ohne sie nicht denkbar, aber niemand war ihnen dankbar.“

Die Ausstellung wurde gefördert von der Amadeu Antonio Stiftung.
Die Wanderausstellung Als Arbeitskraft willkommen. Vietnamesische Vertragsarbeiter in der DDR der Brandenburgischen Landeszentrale für politische Bildung, die 2009 gemeinsam mit der Integrationsbeauftragten des Landes Brandenburg und dem Song Hong e. V. konzipiert und realisiert wurde, stellt die Situation der vietnamesischen Vertragsarbeiter in der DDR an konkreten Beispielen dar. Ausschnitte aus Interviews mit ehemaligen Vertragsarbeitern werden durch Dokumente und persönliche Erinnerungsstücke ergänzt. Fotografien, Arbeitsverträge, Ausschnitte aus Stasi-Akten und Zeitungsartikel wurden aus den unterschiedlichsten Quellen zusammengetragen und zeichnen ein differenziertes Bild dieses bis heute weitgehend unbekannten Kapitels jüngerer Geschichte. Sie kann kostenlos ausgeliehen werden.

## Hörfunk
- Thomas Gaevert: Deutschland ist ein weißgeblümtes Kleid – Warum die Vietnamesin Huong Trute vor über 40 Jahren in die DDR kam und blieb –  Produktion: Südwestrundfunk 2019, Erstsendung: 6. März 2019, SWR 2